# 巨型毛蕨
巨型毛蕨（学名：Cyclosorus subelatus），为金星蕨科毛蕨属下的一个植物种。